# Daniel C. Brandenstein
Daniel Charles Brandenstein, född 17 januari 1943 i Watertown, Wisconsin, är en amerikansk astronaut uttagen i astronautgrupp 8 den 16 januari 1978.

## Rymdfärder
- STS-8
- STS-51-G
- STS-32
- STS-49